# Lee Garmes
Lee Garmes (Peoria, 27 maggio 1898 – Los Angeles, 31 agosto 1978) è stato un direttore della fotografia statunitense.
Vinse nel 1932 l'Oscar alla migliore fotografia per il film Shanghai Express.

## Filmografia
- Keep Smiling, regia di Albert Austin, Gilbert Pratt (1925)
- The Palm Beach Girl, regia di Erle C. Kenton (1926)
- La granduchessa e il cameriere (The Grand Duchess and the Waiter), regia di Malcolm St. Clair (1926)
- A Social Celebrity, regia di Malcolm St. Clair (1926)
- La vita privata di Elena di Troia (The Private Life of Helen of Troy), regia di Alexander Korda (1927)
- Il re della piazza (The Barker), regia di George Fitzmaurice (1928)
- Giglio imperiale (Yellow Lily), regia di Alexander Korda (1928)
- Disraeli, regia di Alfred E. Green (1929)
- Papà mio! (Say It with Songs), regia di Lloyd Bacon (1929)
- Il bandito e la signorina (The Great Divide), regia di Reginald Barker (1929)
- Gelosia (The Other Tomorrow), regia di Lloyd Bacon (1930)
- Marocco (Morocco), regia di Josef von Sternberg (1930)
- Disonorata (Dishonored), regia di Josef von Sternberg (1931)
- Le vie della città (City Streets), regia di Rouben Mamoulian (1931)
- Catene (Smilin' Through), regia di Sidney Franklin (1932)
- Sangue ribelle (Call Her Savage), regia di John Francis Dillon (1932)
- Scarface - Lo sfregiato (Scarface), regia di Howard Hawks (1932)
- Shanghai Express, regia di Josef von Sternberg (1932)
- Susanna (I Am Suzanne!), regia di Rowland V. Lee (1933)
- Il paradiso delle stelle (George White's Scandals), regia di Thornton Freeland, Harry Lachman, George White (1934)
- Labbra sognanti (Dreaming Lips), regia di Paul Czinner (1937)
- Lydia, regia di Julien Duvivier (1941)
- Il libro della giungla  (Jungle Book) di Zoltán Korda (1942)
- Da quando te ne andasti (Since You Went Away), regia di John Cromwell (1944)
- Gli amanti del sogno (Love Letters), regia di William Dieterle (1945)
- Duello al sole (Duel in the Sun), regia di King Vidor (1946)
- Sogni proibiti (The Secret Life of Walter Mitty), regia di Norman Z. McLeod (1947)
- Il caso Paradine (The Paradine Case), regia di Alfred Hitchcock (1947)
- Questo mio folle cuore (My Foolish Heart), regia di Mark Robson (1949)
- Presi nella morsa (Caught), regia di Max Ophüls (1949)
- Pietà per i giusti (Detective Story), regia di William Wyler (1951)
- La città prigioniera (The Captive City), regia di Robert Wise (1952)
- Il temerario (The Lusty Men), regia di Nicholas Ray (1952)
- Ore disperate (The Desperate Hours), regia di William Wyler (1955)
- La regina delle piramidi (Land of the Pharaohs), regia di Howard Hawks (1955)
- Autopsia di un gangster (Never Love a Stranger), regia di Robert Stevens (1958)
- Le avventure di un giovane (Hemingway's Adventures of a Young Man), regia di Martin Ritt (1962)